# بيتر غوردون (سياسي)
بيتر غوردون (بالإنجليزية: Peter Gordon)‏ هو سياسي نيوزلندي، ولد في 23 يوليو 1921 في نيوزيلندا، وتوفي في 17 مارس 1991. حزبياً، نشط في الحزب الوطني في نيوزيلندا. وقد انتخب عضو مجلس النواب نيوزيلندا.